# Klosterlechfeld
Klosterlechfeld település Németországban, azon belül Bajorországban. Lakosainak száma 2983 fő (2023. december 31.).

## Népesség
A település népessége az elmúlt években az alábbi módon változott:
| Lakosok száma | 161  | 1114 | 1665 | 1838 | 2755 | 2818 | 2899 | 2940 | 2965 | 2983 |
|               | 1875 | 1950 | 1975 | 1987 | 2012 | 2014 | 2016 | 2017 | 2021 | 2023 |